# Monument aux combattants de la Révolution à Valjevo
Le monument aux combattants de la Révolution à Valjevo (en serbe cyrillique : Споменик борцима Револуције у Ваљеву ; en serbe latin : Spomenik borcima Revolucije u Valjevu) se trouve à Valjevo, dans le district Kolubara, en Serbie. Il est inscrit sur la liste des monuments culturels protégés de la République de Serbie (identifiant no SK 449).
Le monument est également connu sous les noms de « Monument de Stevan Filipović » et de « Valjevac ».

## Présentation

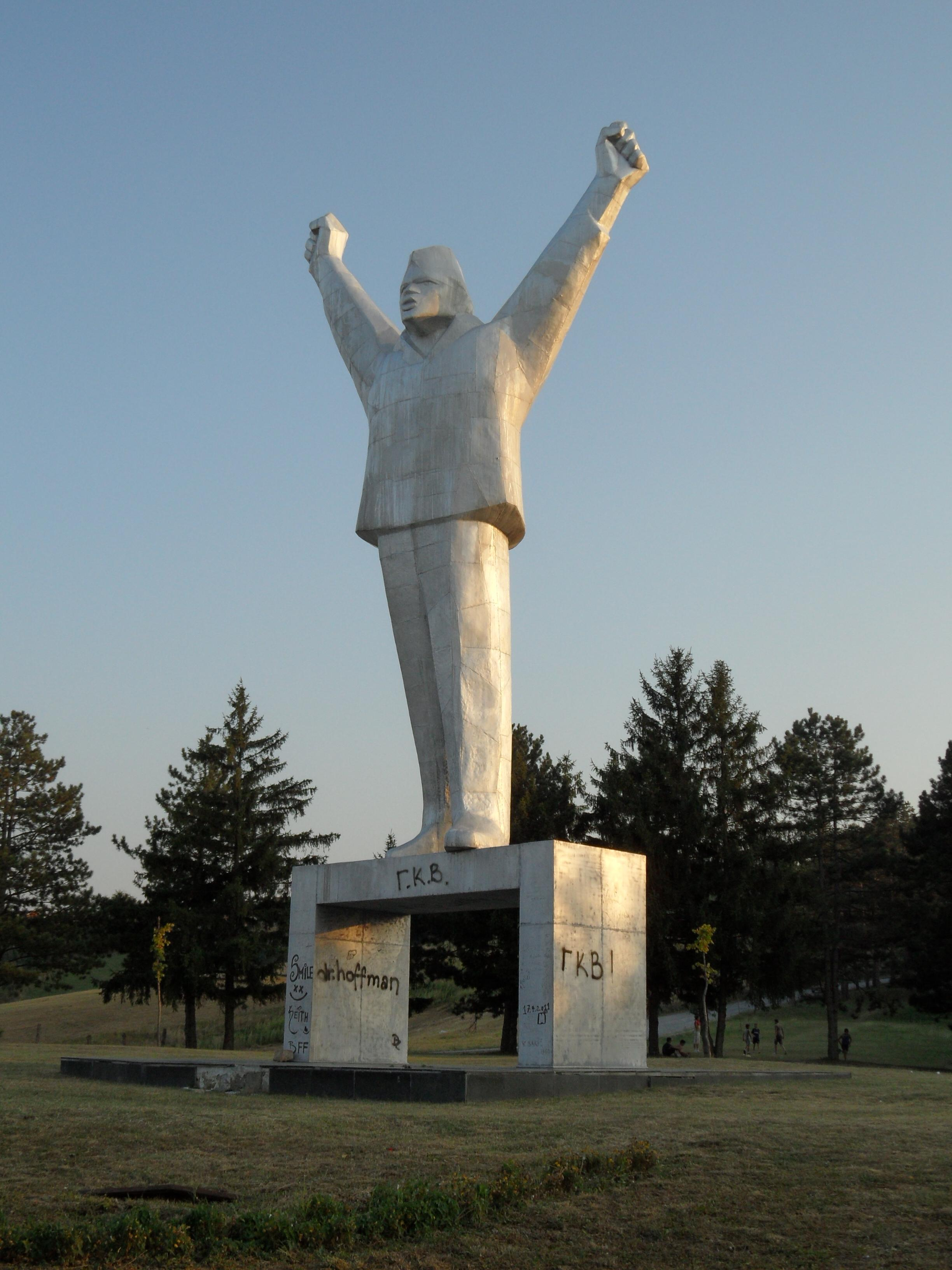
Autre vue du monument.

Le monument est situé sur la rive droite de la rivière Kolubara, au sommet du mont Vidrak. Il a été conçu par le sculpteur Vojin Bakić et a été réalisé en aluminium et dans d'autres métaux.
Pour la création de son œuvre, Bakić s'est inspiré d'une photographie du héros national Stevan Filipović représenté avant sa pendaison, les bras levés et appelant le peuple à poursuivre la lutte.
Le monument a été inauguré le 23 octobre 1960 par Edvard Kardelj, le président du Conseil exécutif fédéral, et par Josip Broz Tito, le président de la République fédérative socialiste de Yougoslavie[réf. nécessaire].
L'espace autour du monument est aménagé en parc.

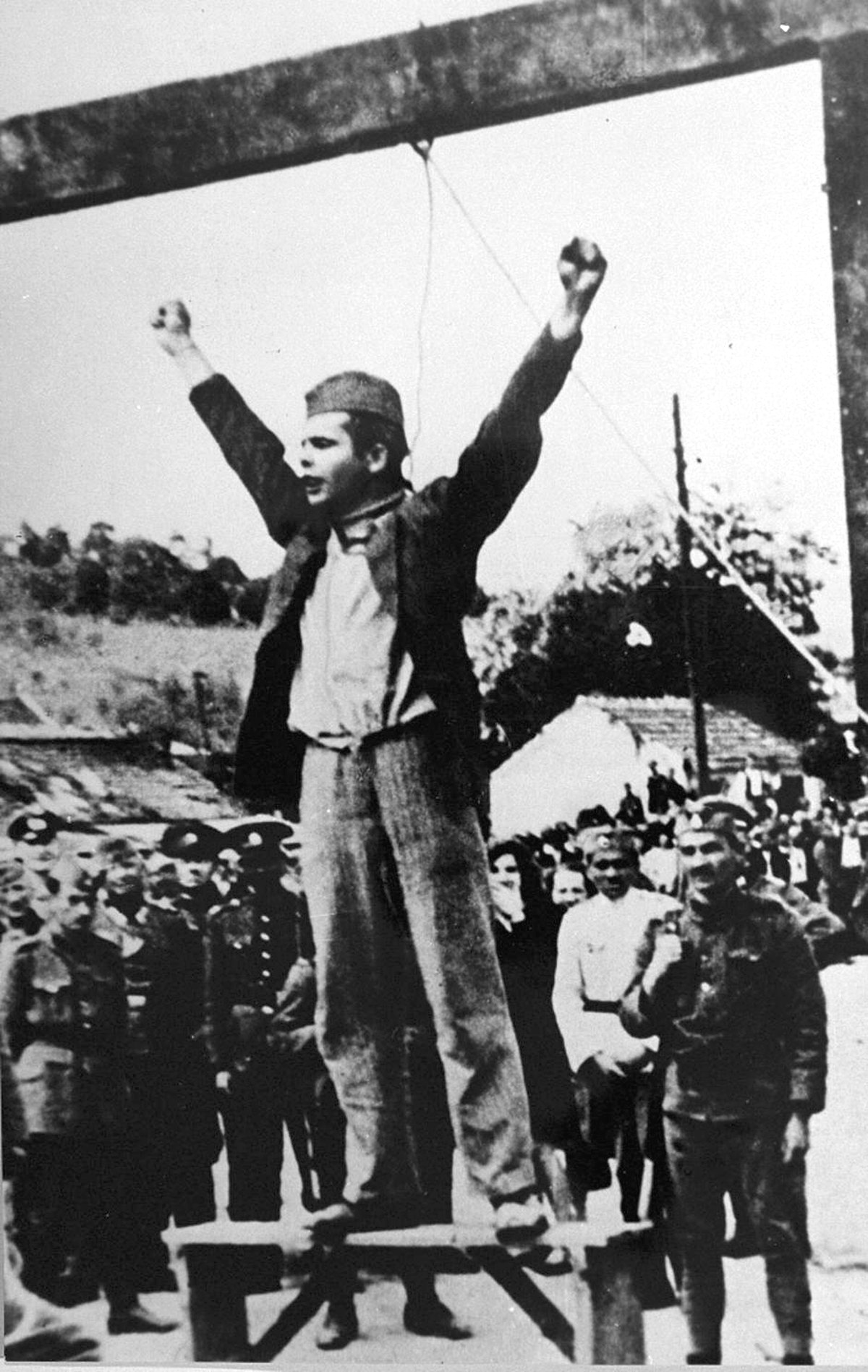
Photographie de Stevan Filipović.